# Lijst van burgemeesters van Oostflakkee
Dit is een lijst van burgemeesters van de voormalige Nederlandse gemeente Oostflakkee in de provincie Zuid-Holland die op 1 januari 1966 ontstaan is door de fusie van de gemeenten Den Bommel, Ooltgensplaat en Oude Tonge. Sinds 1 januari 2013 maakt zij deel uit van de nieuwe gemeente Goeree-Overflakkee.
| Ambtsperiode | Naam burgemeester             | Partij of stroming | Bijzonderheden                                                                                    |
| ------------ | ----------------------------- | ------------------ | ------------------------------------------------------------------------------------------------- |
| 1966 - 1982  | Pim (W.M.) van der Harst      | CHU / CDA          | sinds 1956 burgemeester van Ooltgensplaat en waarnemend burgemeester van Oude Tonge en Den Bommel |
| 1982 - 1994  | Cornelis Marinus (Cor) de Vos | PvdA               | werd burgemeester van Veendam                                                                     |
| 1994         | Jaap (J.W.J.) Wolf            | PvdA               | waarnemend burgemeester                                                                           |
| 1994 - 2007  | Ton (A.J.C.) van Pelt         | PvdA               |                                                                                                   |
| 2007 - 2012  | Jan (J.) Heijkoop             | CDA                | waarnemend burgemeester                                                                           |
| 2012         | Huub (H.A.) van der Meer      | CDA                | waarnemend burgemeester                                                                           |